# Guto
Guto, właśc. José Augusto Bagatini (ur. 14 maja 1964 w Rio Claro – zm. 23 października 2009 w Rio Claro) – piłkarz brazylijski, występujący na pozycji obrońcy.

## Kariera klubowa
Karierę piłkarską Guto rozpoczął w klubie XV de Jaú w 1983 roku. W tym samym roku przeszedł do CR Flamengo. We Flamengo 25 lutego 1984 w wygranym 3-0 meczu z Brasílią FC Édson Souza zadebiutował w lidze brazylijskiej. Z Flamengo zdobył mistrzostwo Brazylii w 1987 orazmistrzostwo stanu Rio de Janeiro – Campeonato Carioca w 1986. Ogółem w barwach Rubro-negro Guto wystąpił 126 meczach, w których strzelił bramkę. W latach 1987–1994 występował w Portugalii.
W 1987 został zawodnikiem klubu O Elvas. W lidze portugalskiej zadebiutował 27 grudnia 1987 w wygranym 1-0 wyjazdowym meczu z Portimonense SC. O Elvas nie zdołało się utrzymać w portugalskiej ekstraklasie w 1988 i przez następne 3 sezony Guto występował na drugoligowych boiskach. W latach 1991–1994 Guto był zawodnikiem stołecznego CF Os Belenenses. Z Belenenses awansował do portugalskiej ekstraklasy w 1992 roku. Ostatni raz w lidze portugalskiej Guto wystąpił 25 maja 1994 w zremisowanym 1-1 meczu z FC Paços de Ferreira. Ogółem na boiskach Portugalii Guto rozegrał 214 meczów(84 w I lidze), w których strzelił 17 bramek(3 w I lidze).
W 1994 powrócił do Brazylii, gdzie został zawodnikiem Vitórii Salvador. Z Vitórią zdobył mistrzostwo stanu Pernambuco – Campeonato Pernambucano w 1995. W barwach Vitórii Guto wystąpił ostatni raz w lidze brazylijskiej 27 listopada 1994 w wygranym 2-0 meczu z Cruzeiro EC. Ogółem w latach 1984–1992 w lidze brazylijskiej wystąpił w 42 meczach.
W latach 1995–1996 występował w Paranie. Z Paraną zdobył mistrzostwo stanu Paraná – Campeonato Paranaense w 1996. Karierę Guto zakończył w Rio Branco Andradas w 1996 roku.

## Kariera reprezentacyjna
Guto występował w olimpijskiej reprezentacji Brazylii. W 1983 roku uczestniczył w Igrzyskach Panamerykańskich w Caracas na których Brazylia zdobyła brązowy medal. Na turnieju Guto wystąpił we wszystkich trzech meczach reprezentacji Brazylii z Argentyną, Meksykiem i Urugwajem.
W tym samym roku Guto zdobył z reprezentacją U-20 Młodzieżowe Mistrzostwo Świata. Na turnieju w Meksyku Guto wystąpił w trzech meczach z ZSRR, Koreą Południową i w finale z Argentyną.

## Śmierć
Guto zmagał się problem alkoholowym. Konsekwencją tego były problemy z wątrobą, w wyniku których Guto 23 października 2009 zmarł w wieku 45 lat.